# 小约翰·A·威克姆
小约翰·亚当斯·威克姆（英語：John Adams Wickham Jr.，1928年6月25日—2024年5月11日）是美国陆军将领，他在1983年至1987年间担任美国陆军参谋长。

## 生平
威克姆于1928年6月25日出生于美国纽约多布斯费里，1950年从西点军校毕业，1956年至1960年他在西点军校担任社会科学讲师。
威克姆拥有哈佛大学经济学与政府管理硕士学位，此外还从国家战争学院和武装部队参谋学院毕业。
1979年，韩国总统朴正熙遇刺后，威克姆作为驻韩美军司令，在缓和政治紧张局势方面发挥了主要作用。
2024年5月11日，威克姆於亞利桑那州奧羅谷逝世，享年95歲。

## 光州事件
1979年韩国独裁者朴正熙遇刺身亡，随后全斗焕发起双十二政变掌握了对韩国的控制权，接着爆发了全国性的民主抗议活动要求取消戒严，1980年5月在光州全南国立大学发生对学生的残酷镇压，抗议活动演变为全市范围的市民起义。戒严部队的暴力镇压持续升级，并向无武装的抗议者开火，5月20日，伞兵特种部队在光州车站向示威者射击，威克姆收到韩国军部的要求，要求将战时作战控制权（OPCON）移交给韩国陆军20师，在与美国驻韩大使格莱斯廷和华盛顿的同事商议后，威克姆批准了转让，当天夜间22时30分，第20师的兵力部署至光州。第二天，光州的暴力镇压升级，包括使用直升机不分皂白的向平民开火，5月27日，第20师与其他4个师团被用于占领光州的军事行动，造成了大量平民伤亡。1989年，当被要求在韩国国民议会为大屠杀事件作证时，威克姆坚称他没有办法不批准将战时作战指挥权移交给韩国方面。许多韩国人认为，威克姆移交战时作战指挥权相当于默认了大屠杀。